# Питерсон, Херб
Херб Питерсон (англ. Herb Peterson; 5 января 1919, Чикаго, Иллинойс — 25 марта 2008, Санта-Барбара, Калифорния) — американский руководитель рекламного отдела корпорации McDonald’s и учёный в области питания, наиболее известный благодаря изобретению McDonald 's Egg McMuffin.

## Биография
Питерсон родился и вырос в Чикаго, отслужил в морской пехоте США, где за три года во время Второй мировой войны дослужился до звания майора, и начал свою карьеру в McDonald’s в качестве вице-президента компании D’Arcy Advertising в Чикаго, которая была внутренним рекламным подразделением McDonald’s.

## Фирменное блюдо
Питерсон разработал Макмаффин, которое стало фирменным блюдом McDonald’s на завтрак в 1972 году. Ходили слухи, что Питерсон любит есть на завтрак яйца бенедикт, поэтому он работал над разработкой аналогичного блюда для завтрака в сети быстрого питания. Питерсон в конце концов придумал Egg McMuffin, который представлял собой сэндвич с яйцом, состоящий из яйца, сформованного в тефлоновый круг с разбитыми желтками, покрытого канадским беконом и ломтиком сыра.

## Смерть
Питерсон умер в Санта-Барбаре 25 марта 2008 года в возрасте 89 лет. Он мирно скончался во вторник в своем доме в Санта-Барбаре, сообщил Монте Фрейкер, вице-президент по операциям ресторанов McDonald’s в этом городе.
У него остались жена, сын и три дочери. Поминальная служба по Питерсону состоялась 23 апреля 2008 года в Монтесито.